# Cordia integrifolia
Cordia integrifolia là loài thực vật có hoa trong họ Mồ hôi. Loài này được (Desv.) Roem. & Schult. mô tả khoa học đầu tiên năm 1819.